# Shameless (US-amerikanische Fernsehserie)/Episodenliste

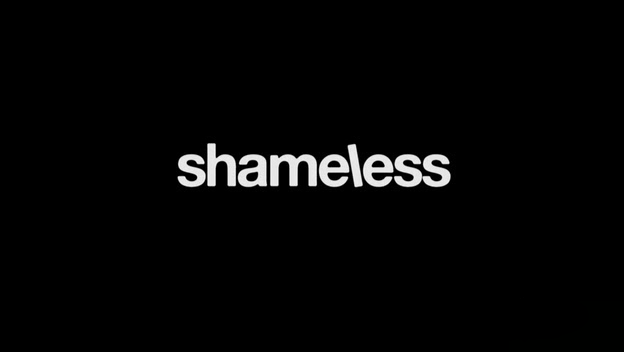
Logo zur Serie

Diese Episodenliste enthält alle Episoden der US-amerikanischen Fernsehserie Shameless, sortiert nach der US-amerikanischen Erstausstrahlung. Die Fernsehserie umfasst elf Staffeln mit 134 Episoden.

## Übersicht
| Staffel       | Episodenanzahl | Erstausstrahlung USA | Erstausstrahlung USA | Deutschsprachige Erstausstrahlung | Deutschsprachige Erstausstrahlung |
| Staffel       | Episodenanzahl | Staffelpremiere      | Staffelfinale        | Staffelpremiere                   | Staffelfinale                     |
| ------------- | -------------- | -------------------- | -------------------- | --------------------------------- | --------------------------------- |
| 1             | 12             | 9. Januar 2011       | 27. März 2011        | 23. Januar 2012                   | 9. April 2012                     |
| 2             | 12             | 8. Januar 2012       | 1. April 2012        | 16. April 2012                    | 2. Juli 2012                      |
| 3             | 12             | 13. Januar 2013      | 7. April 2013        | 12. April 2013                    | 28. Juni 2013                     |
| 4             | 12             | 12. Januar 2014      | 6. April 2014        | 5. Mai 2014                       | 21. Juli 2014                     |
| 5             | 12             | 11. Januar 2015      | 5. April 2015        | 25. Mai 2015                      | 29. Juni 2015                     |
| 6             | 12             | 10. Januar 2016      | 3. April 2016        | 31. Mai 2016                      | 5. Juli 2016                      |
| 7             | 12             | 2. Oktober 2016      | 18. Dezember 2016    | 20. Februar 2017                  | 8. Mai 2017                       |
| 8             | 12             | 5. November 2017     | 28. Januar 2018      | 26. Februar 2018                  | 21. Mai 2018                      |
| 9             | 14             | 9. September 2018    | 10. März 2019        | 11. Februar 2019                  | 13. Mai 2019                      |
| 10            | 12             | 10. November 2019    | 26. Januar 2020      | 24. Februar 2020                  | 11. Mai 2020                      |
| 11            | 12             | 6. Dezember 2020     | 11. April 2021       | 12. April 2021                    | 28. Juni 2021                     |
| Hall of Shame | 6              | 27. Dezember 2020    | 28. Februar 2021     |                                   |                                   |

## Staffel 1
Die Erstausstrahlung der ersten Staffel war vom 9. Januar bis zum 27. März 2011 auf dem US-amerikanischen Kabelsender Showtime zu sehen. Die deutschsprachige Erstausstrahlung sendete der deutsche Pay-TV-Sender FOX vom 23. Januar bis zum 9. April 2012.
| Nr. (ges.) | Nr. (St.) | Deutscher Titel               | Originaltitel                                   | Erstausstrahlung USA | Deutschsprachige Erstausstrahlung (D) | Regie           | Drehbuch                           | Zuschauer (USA) |
| --- | --------- | ----------------------------- | ----------------------------------------------- | -------------------- | ------------------------------------- | --------------- | ---------------------------------- | --------------- |
| 1 | 1         | Freibier für keinen           | Pilot                                           | 9. Jan. 2011         | 23. Jan. 2012                         | Mark Mylod      | Paul Abbott & John Wells           | 0,98 Mio.       |
| Während das Familienoberhaupt Frank Gallagher mal wieder auf Sauftour ist, müssen seine Kinder zuhause mit ihren eigenen Problemen klarkommen. Franks ältester Tochter Fiona wird die Geldbörse gestohlen. Ein Fremder versucht den Dieb aufzuhalten, was ihm jedoch misslingt. Um seinen Misserfolg wieder gutzumachen, gibt der Fremde, der sich als Steve vorstellt, einen Drink aus. Einserschüler Phillip findet hinter einem Schrank ein Heft mit Fotos von nackten Männern, und konfrontiert seinen jüngeren Bruder Ian damit. Schließlich bringt er ihn zu Nachbarstochter Karen, damit diese sich an Ian ranmacht.                                                                                     |           |                               |                                                 |                      |                                       |                 |                                    |                 |
| 2 | 2         | Suffnase Frank                | Frank the Plank                                 | 16. Jan. 2011        | 30. Jan. 2012                         | John Wells      | Paul Abbott & John Wells           | 0,81 Mio.       |
| Die Gallaghers staunen nicht schlecht, als Frank ausgerechnet an dem Tag verschwindet, an dem sein Scheck von der Invalidenrente kommt. Seine Kinder machen sich Sorgen um ihn, und beschließen, ihn zu suchen. Frank erwacht derweil aus seinem Schlaf. Als er bemerkt, dass er in Toronto ist, überlegt er verzweifelt, wie er dorthin gekommen ist, und wie er wieder in die Vereinigten Staaten zurück kommt. Als sich herausstellt, dass Frank von Steve nach Toronto gebracht wurde, um seiner Familie etwas Abstand zu geben, bringt Fiona Steve dazu, Frank wieder zurückzuholen. |           |                               |                                                 |                      |                                       |                 |                                    |                 |
| 3 | 3         | Der Scheck heiligt die Mittel | Aunt Ginger                                     | 23. Jan. 2011        | 6. Feb. 2012                          | Stephen Hopkins | Nancy M. Pimental                  | 0,90 Mio.       |
| Nachdem Fiona mit Steve Schluss gemacht hat, beschließt sie, sich mit Polizist Tony zu treffen. Tony ist schon seit seiner Jugend in Fiona verliebt. Die Gallaghers bekommen derweil unerwarteten Besuch von einer Dame vom Amt für Gesundheitsfürsorge, sie sucht nach Franks Tante Ginger, deren Rente Frank seit zwölf Jahren kassiert. Um den Schwindel nicht auffliegen zu lassen, leihen sich die Gallaghers eine senile Dame aus dem Altersheim, und geben sie als Tante Ginger aus. |           |                               |                                                 |                      |                                       |                 |                                    |                 |
| 4 | 4         | Nur mal spielen               | Casey Casden                                    | 30. Jan. 2011        | 13. Feb. 2012                         | Todd Holland    | Cindy Caponera & Paul Abbott       | 1,11 Mio.       |
| Nachdem die alte Dame wieder im Altersheim ist, fühlt sich Debbie so einsam, dass sie kurzerhand ein Nachbarskind entführt. Als der Rest der Gallaghers davon erfährt, überlegen sie sich einen Plan, um den kleinen Jungen wieder zurückzubringen. Damit die Polizei keinen Verdacht schöpft, erfinden sie eine glaubwürdige Geschichte, damit Debbie nicht in eine Pflegefamilie kommt. |           |                               |                                                 |                      |                                       |                 |                                    |                 |
| 5 | 5         | Drei Freunde                  | Three Boys                                      | 6. Feb. 2011         | 20. Feb. 2012                         | Mimi Leder      | Alex Borstein & Danny Brocklehurst | 0,95 Mio.       |
| Bei einer Routineuntersuchung entdeckt Franks Arzt neben seinen beiden Hoden einen weiteren Knubbel. Kev und Veronica täuschen währenddessen ihre Hochzeit vor, um eine vermeintlich stattliche Erbschaft von Veronicas Vater zu erhalten. Diese stellt sich als Scheck in Höhe von nur 50 $ heraus. |           |                               |                                                 |                      |                                       |                 |                                    |                 |
| 6 | 6         | Killer Carl                   | Killer Carl                                     | 13. Feb. 2011        | 27. Feb. 2012                         | John Dahl       | Mike O’Malley                      | 1,01 Mio.       |
| Der Überflieger der Familie, Philip „Lip“, hat den Studierfähigkeitstest für einige andere Schüler übernommen, um an etwas Geld zu kommen. Bei einem erneuten Versuch, den Test zu absolvieren, wird er jedoch erwischt. Carl Gallagher hat unterdessen auch Probleme in der Schule, und steht kurz vor einem Rauswurf. Um Carls Rauswurf zu verhindern, muss Frank zu einem Gespräch mit dem Rektor gehen, was ihm jedoch ganz und gar nicht gefällt. |           |                               |                                                 |                      |                                       |                 |                                    |                 |
| 7 | 7         | Ruhe sanft                    | Frank Gallagher: Loving Husband, Devoted Father | 20. Feb. 2011        | 5. März 2012                          | David Nutter    | Etan Frankel                       | 1,14 Mio.       |
| Frank schuldet zwei Ganoven 6000 Dollar aus krummen Geschäften. Da die Ganoven das Geld sofort haben wollen, und auch mit unsanften Methoden vorgehen, beschließen die Gallaghers, Franks Tod vorzutäuschen, da es die einzige Möglichkeit ist, aus der Situation heil herauszukommen. Steve lässt derweil nichts unversucht, um Fiona zu verwöhnen und wieder zurückzugewinnen. |           |                               |                                                 |                      |                                       |                 |                                    |                 |
| 8 | 8         | Katerstimmung                 | It’s Time to Kill the Turtle                    | 27. Feb. 2011        | 12. März 2012                         | Scott Frank     | Nathan Jackson & Nancy M. Pimental | 0,92 Mio.       |
| Frank bekommt ein Angebot von einer Ärztin, er darf zwei Wochen lang keinen Alkohol trinken, und dafür bekommt er 3000 $. Franks Freundin Sheila ist von der Idee nicht begeistert, da sie glaubt ihn zu verlieren, wenn er aufhört zu trinken. Carl und Debbie sind begeistert, dass ihr Vater wieder mehr Zeit mit ihnen verbringt, doch Lip und Fiona sind misstrauisch, ob Franks gutes Verhalten seinen Kindern gegenüber auch bestehen bleibt, wenn die zwei Wochen vorbei sind. Um Debbie und Carl den großen Schmerz nach zwei Wochen zu ersparen, beschließen sie Frank vorzeitig wieder Alkohol zu geben, damit der Abschied von ihrem Vater nicht allzu schwerfällt.                                 |           |                               |                                                 |                      |                                       |                 |                                    |                 |
| 9 | 9         | Mamma Mia                     | But At Last Came a Knock                        | 6. März 2011         | 19. März 2012                         | Mark Mylod      | Alex Borstein & Paul Abbott        | 1,14 Mio.       |
| Frank steht Geld aus einem gerichtlichen Vergleich zu, doch um das Geld zu erhalten, muss seine verschollene Frau Monica unterschreiben. Als Frank Monica findet und mit nach Hause bringt, möchte Monica im Gegenzug dafür den kleinen Liam mitnehmen, um ihn Franks schlechtem Einfluss zu entziehen. Fiona ist von der Idee gar nicht begeistert, da sie glaubt, dass Monica einen noch schlechteren Einfluss auf das Baby hat. |           |                               |                                                 |                      |                                       |                 |                                    |                 |
| 10 | 10        | Auf Oma ist Verlass           | Nana Gallagher Had an Affair                    | 13. März 2011        | 26. März 2012                         | Adam Bernstein  | Cindy Caponera & Paul Abbott       | 1,12 Mio.       |
| Um Liam von Frank wegzuholen lässt Monica einen Vaterschaftstest durchführen, bei dem sich Frank jedoch als tatsächlicher Vater herausstellt. Um zu prüfen ob sie auch Kinder von Frank sind, beschließen Lip und Ian, auch einen Vaterschaftstest zu machen, und finden heraus, dass Ian nicht Franks Sohn ist. Karen bekommt von ihrem Vater Eddie ein Auto angeboten, wenn sie der körperlichen Liebe entsagt, und zu einem „Ball der Jungfernschaft“ der Kirche geht. Steve und Fiona beobachten skeptisch, wie Monica versucht, wieder die Mutterrolle für ihre Kinder zu übernehmen. |           |                               |                                                 |                      |                                       |                 |                                    |                 |
| 11 | 11        | Stoßgebete                    | Daddyz Girl                                     | 20. März 2011        | 2. Apr. 2012                          | Sanaa Hamri     | Nancy M. Pimental                  | 1,10 Mio.       |
| Ian will wissen, wer sein leiblicher Vater ist und besucht zusammen mit Lip Franks Brüder, weil er glaubt, dass Monica mit einem von ihnen geschlafen hat. Karen beschließt, nachdem Eddie sie auf dem „Jungfernschafts-Ball“ blamiert hat, sich an ihm zu rächen. Sie zerschlägt die Frontscheibe seines Autos und lässt sie das Wort „Hure“ auf den Unterarm tätowieren. Frank muss sich derweil etwas einfallen lassen, da ihm seine Invalidenrente gestrichen wurde. Er beschließt einen „Arbeitsunfall“ zu haben, um wieder Geld vom Staat zu bekommen. Als Krönung des Rachefeldzugs gegen ihren Vater schläft Karen mit dem durch Medikamente benebelten Frank, und stellt ein Video davon ins Internet. |           |                               |                                                 |                      |                                       |                 |                                    |                 |
| 12 | 12        | Vater Frank, voller Gnade     | Father Frank, Full of Grace                     | 27. März 2011        | 9. Apr. 2012                          | Mark Mylod      | John Wells                         | 1,16 Mio.       |
| Lip und Ian verbringen eine Nacht in Polizeihaft, da sie in einem als gestohlen gemeldeten Auto erwischt wurden. Zu Ians Glück holt Tony die beiden aus dem Knast. Frank versucht Karen dazu zu überreden, niemandem etwas von ihrem gemeinsamen Abend zu erzählen, doch Karen hat das Video bereits an ihren Vater verschickt. Als Eddie das Sex-Video von Frank und seiner Tochter zieht, ist er außer sich vor Wut und macht Jagd auf Frank, dem nichts anderes übrig bleibt, als Hals über Kopf zu fliehen. |           |                               |                                                 |                      |                                       |                 |                                    |                 |

## Staffel 2
Die Erstausstrahlung der zweiten Staffel war vom 8. Januar bis zum 1. April 2012 auf dem US-amerikanischen Kabelsender Showtime zu sehen. Die deutschsprachige Erstausstrahlung sendete der deutsche Pay-TV-Sender FOX vom 16. April bis zum 2. Juli 2012.
| Nr. (ges.) | Nr. (St.) | Deutscher Titel       | Originaltitel                         | Erstausstrahlung USA | Deutschsprachige Erstausstrahlung (D) | Regie                    | Drehbuch                           | Zuschauer (USA) |
| --- | --------- | --------------------- | ------------------------------------- | -------------------- | ------------------------------------- | ------------------------ | ---------------------------------- | --------------- |
| 13 | 1         | Summertime            | Summertime                            | 8. Jan. 2012         | 16. Apr. 2012                         | Mark Mylod               | John Wells                         | 1,58 Mio.       |
| Nachdem Frank eine Wette gegen einen Saufkumpanen verloren hat, hat er Probleme seine Schulden von 10.000 $ zu bezahlen. Weil Karen ihm verbietet, Sheila um Geld zu bitten, versucht sich Frank als Drogendealer, was jedoch scheitert, da er versucht, statt Cannabis und Kokain Oregano und Milchpulver zu verkaufen. Lip versucht, seine Beziehung mit Karen wieder aufleben zu lassen, wovon Karen aber nichts wissen will, da sie mittlerweile Mitglied bei den anonymen Sexsüchtigen ist. Zusammen mit Kev hat Lip einen alten Eiswagen zu einem Verkaufsstand für Alkohol und andere Drogen umgebaut und verdient damit gutes Geld. |           |                       |                                       |                      |                                       |                          |                                    |                 |
| 14 | 2         | Heiße Liebe           | Summer Loving                         | 15. Jan. 2012        | 23. Apr. 2012                         | John Wells               | Mike O’Malley                      | 1,25 Mio.       |
| Nach Franks missglücktem Versuch, sich durch den Verkauf falscher Drogen Geld dazu zu verdienen, umwirbt Frank die an einem Herzfehler leidende Dottie, mit dem Gedanken, nach ihrem Ableben ihre Pension zu kassieren. Fiona lernt derweil Jasmine kennen, die ein unbeschwertes Leben zu führen scheint. Jasmine versucht Fiona dazu zu überreden, sich einen „Sugar Daddy“ anzulachen. |           |                       |                                       |                      |                                       |                          |                                    |                 |
| 15 | 3         | Von Toten und Kerzen  | I’ll Light a Candle for You Every Day | 22. Jan. 2012        | 30. Apr. 2012                         | Craig Zisk               | Nancy M. Pimental                  | 1,28 Mio.       |
| Fiona findet in der U-Bahn eine Luxushandtasche mit 500 $ und lädt sowohl ihre gesamte Familie sowie Kevin und Veronica zu einem schönen Essen ein. Als sie erfährt, dass die Tasche einem armen Mädchen gehört, dessen gesamte Monatsmiete in der Tasche war, plagt sie ihr Gewissen, und sie beschließt, das gesamte Geld zurückzuzahlen. Frank, der von Großherzigkeit nicht viel hält, lässt nichts unversucht, um Fiona davon abzubringen, das Geld zurückzugeben. |           |                       |                                       |                      |                                       |                          |                                    |                 |
| 16 | 4         | Glücksfall            | A Beautiful Mess                      | 29. Jan. 2012        | 7. Mai 2012                           | Mark Mylod               | Alex Borstein                      | 1,37 Mio.       |
| Fiona trifft zufällig ihre High-School-Liebe Craig und verabredet sich mit ihm zu einem Treffen. Als sie erfährt, dass er verheiratet ist, will sie zunächst nichts mehr von ihm wissen, doch als sie ihn noch einmal trifft, schläft sie mit ihm. Als Craigs Ehefrau von Fiona erfährt, taucht sie unerwartet vor ihrer Tür auf. Als Debbie einen stressbedingten Hautausschlag bekommt, überlegt sich Fiona besorgt, ob sie den Kindern vielleicht zu viel Verantwortung aufbürdet, und versucht Debbie davon zu überzeugen, die Kinderbetreuung aufzugeben. Sheila macht derweil gewaltige Fortschritte im Kampf gegen ihre Agoraphobie, was Frank, der sich bei ihr eingenistet hat, gar nicht gefällt, da er glaubt, dass Sheilas Abhängigkeit von ihm bald ein Ende haben wird. |           |                       |                                       |                      |                                       |                          |                                    |                 |
| 17 | 5         | Vatertag              | Father’s Day                          | 5. Feb. 2012         | 14. Mai 2012                          | Anthony Hemingway        | Etan Frankel                       | 1,01 Mio.       |
| Als Eddie Jacksons Leiche gefunden wird, wittert Frank seine Gelegenheit, sich Eddies Pension unter den Nagel zu reißen. Fiona lässt sich derweil von ihrem Sugar-Daddy Richard verwöhnen, indem sie mit ihm zu einer protzigen Hochzeit geht. Um nicht als „Gossen-Mädchen“ abgetan zu werden, hübscht Fiona ihre familiären Verhältnisse und ihre schulische Laufbahn auf. Um etwas Geld dazu zu verdienen, vermietet Carl kurzerhand Franks Zimmer an eine Prostituierte als Untermieterin. |           |                       |                                       |                      |                                       |                          |                                    |                 |
| 18 | 6         | Einmal Mutter, bitte! | Can I Have a Mother                   | 12. Feb. 2012        | 21. Mai 2012                          | John Dahl                | William H. Macy & Steven Schachter | 1,44 Mio.       |
| Die Großmutter der Gallagher-Kinder wird aus gesundheitlichen Gründen aus der Haft entlassen, und stattet ihrer Familie einen unerwarteten Besuch ab. Sie hat jedoch weniger ihre Familie, als ihre ehemaligen Partner aus der Drogenszene im Kopf. Zusammen mit Frank treibt sie bei ihrem ehemaligen Partner Schulden aus der Vergangenheit ein. Fiona und Steve treffen sich zu einem Doppel-Date, doch statt sich mit ihren jetzigen Partnern zu vergnügen, kommen sich die beiden wieder näher. Von Debbie erfährt Fiona von Steves Vergangenheit und von seinem geheimen Doppelleben. Frank schäumt derweil über, da die Lebensversicherung von Eddie nicht wie gedacht an Sheila, sondern an Karen ausgezahlt wird, und Frank davon keinen Cent erhalten wird.                 |           |                       |                                       |                      |                                       |                          |                                    |                 |
| 19 | 7         | Wasserspiele          | A Bottle of Jean Nate                 | 19. Feb. 2012        | 28. Mai 2012                          | David Nutter             | Nancy M. Pimental                  | 1,41 Mio.       |
| Karen hat bei den anonymen Sexsüchtigen Jody kennen gelernt und heiratet ihn sehr schnell. Als ihr nach einiger Zeit klar wird, dass sie zu schnell geheiratet hat, und dass sie sich wieder von Jody trennen will, bittet sie Lip ihr bei der Fälschung eines Ehevertrags zu helfen. Frank will Fiona überreden, gemeinsam mit ihm Großmutter Gallagher vor die Tür zu setzen, wovon Fiona jedoch nichts hält, bis das von ihrer Großmutter eingerichtete Crystal-Meth-Labor im Keller ihres Hauses in die Luft fliegt. Fiona wird von Jasmine zu einer Sommerparty auf eine Yacht eingeladen, auf der auch Steve mit seiner Ehefrau ist. |           |                       |                                       |                      |                                       |                          |                                    |                 |
| 20 | 8         | Kindersegen           | Parenthood                            | 4. März 2012         | 4. Juni 2012                          | Daisy von Scherler Mayer | Mike O’Malley                      | 1,60 Mio.       |
| „Grammy“ Gallagher liegt im Sterben, was Frank dazu veranlasst, sich aus dem Staub zu machen. Als er einen Abstecher ins „Kash and Grab“, dem Laden in dem Ian arbeitet, macht, erwischt er Ian und Mickey in einer kompromittierenden Situation. Lip hat sich entschlossen, nicht wieder zur Schule zu gehen, und schließt daraufhin einen Pakt mit Fiona, der besagt, dass Lip seinen Abschluss macht, wenn Fiona sich ebenfalls wieder an der Schule anmeldet. Zu allem Überfluss erfährt Lip, dass Karen ihr gemeinsames Kind nicht behalten will, sondern an die höchstbietenden Adoptiveltern abgeben will. |           |                       |                                       |                      |                                       |                          |                                    |                 |
| 21 | 9         | Hurrikan Monica       | Hurricane Monica                      | 11. März 2012        | 11. Juni 2012                         | Alex Graves              | Alex Borstein                      | 1,31 Mio.       |
| Monica ist wieder in Chicago und macht zusammen mit Frank Pläne, um an das Geld der verstorbenen Großmutter der Gallaghers zu kommen. Währenddessen gelangt Sheila zu der Überzeugung, dass ihr Ex-Mann Eddie in ihrem Haus spukt und bittet Jody mit ihr gemeinsam den Geist zu vertreiben, was er auch mit dem Verbrennen von Kräutern tut. |           |                       |                                       |                      |                                       |                          |                                    |                 |
| 22 | 10        | Alles ganz normal     | A Great Cause                         | 18. März 2012        | 18. Juni 2012                         | Mimi Leder               | Etan Frankel                       | 1,16 Mio.       |
| Nach Monicas Rückkehr und ihrem Plan sich mehr um die Kinder zu kümmern, malt sich Fiona eine Zukunft aus, die nicht nur daraus besteht, sich um ihre Geschwister zu sorgen. Dieser Plan scheitert jedoch, als Monica wieder in Depressionen verfällt. Steve versucht, Estefania wieder mit ihrer großen Liebe Marco zusammenzubringen, und lässt ihn dafür in einem Container über die Grenze schmuggeln. Lip und Ian erfahren, dass Mandy manchmal im Alkoholrausch von ihrem Vater vergewaltigt wird und von ihm schwanger ist. |           |                       |                                       |                      |                                       |                          |                                    |                 |
| 23 | 11        | Abschuss              | Just Like the Pilgrims Intended       | 25. März 2012        | 25. Juni 2012                         | Mark Mylod               | LaToya Morgan & Nancy M. Pimental  | 1,51 Mio.       |
| Fiona versucht, mit ihrem wenigen noch vorhandenen Geld ein Thanksgiving-Dinner für ihre Familie auf die Beine zu stellen. Frank versucht, Monica aus ihrer Depression zu helfen, was ihm jedoch nicht so wirklich gelingt. Steve schafft es, Marco und Estefania wieder zusammenzubringen, und kann sich jetzt endlich voll auf seine Beziehung mit Fiona konzentrieren. Als alle zusammen beim Thanksgiving-Dinner sitzen, begeht Monica einen Selbstmordversuch und wird ins Krankenhaus eingeliefert. Als die ganze Gallagher-Familie im Krankenhaus ist, erfahren sie, dass Karen gerade ihr Kind bekommt. Als es auf der Welt ist, stellen sie fest, dass das Kind das Down-Syndrom hat und dessen Vater asiatischer Abstammung ist.                                            |           |                       |                                       |                      |                                       |                          |                                    |                 |
| 24 | 12        | Home Sweet Home       | Fiona Interrupted                     | 1. Apr. 2012         | 2. Juli 2012                          | John Wells               | John Wells                         | 1,45 Mio.       |
| Nach Monicas Selbstmordversuch und ihrer Einweisung in eine psychiatrische Klinik, sind die Gallaghers in heller Aufregung. Frank beschließt, zusammen mit Debbies Hilfe, Monica zu „befreien“. Als Frank seinen Plan Monica mitteilt, ist sie alles andere als begeistert, da sie sich in ihre Mitpatientin verliebt hat. Als Frank zustimmt, sowohl Monica als auch ihre neue Liebe zu „befreien“, willigen die beiden ein. Nach der erfolgreichen Flucht aus der Klinik fahren die beiden Frauen jedoch gemeinsam weg und lassen Frank und Debbie verwundert zurück. Karen kommt nicht mit dem Gedanken klar, sich um ein Baby zu kümmern. Sie flieht Hals über Kopf von zu Hause, und lässt nicht nur ihre Mutter mit dem Baby, sondern auch den enttäuschten Lip zurück.         |           |                       |                                       |                      |                                       |                          |                                    |                 |

## Staffel 3
Die Erstausstrahlung der dritten Staffel war vom 13. Januar bis zum 7. April 2013 auf dem US-amerikanischen Kabelsender Showtime zu sehen. Die deutschsprachige Erstausstrahlung sendete der deutsche Pay-TV-Sender FOX vom 12. April bis zum 28. Juni 2013.
| Nr. (ges.) | Nr. (St.) | Deutscher Titel         | Originaltitel            | Erstausstrahlung USA | Deutschsprachige Erstausstrahlung (D) | Regie             | Drehbuch                         | Zuschauer (USA) |
| --- | --------- | ----------------------- | ------------------------ | -------------------- | ------------------------------------- | ----------------- | -------------------------------- | --------------- |
| 25 | 1         | Endlose Weiten          | El Gran Canon            | 13. Jan. 2013        | 12. Apr. 2013                         | Mark Mylod        | John Wells                       | 2,00 Mio.       |
| Frank ist seit 137 Tagen verschwunden und wird insbesondere von Debbie sehr vermisst. Frank erwacht ohne Erinnerung, orientierungslos und ohne Papiere während einer Osterprozession in Mexiko. Sheila und Jody kümmern sich um Karens Sohn. Lip wird verhaftet, Jimmy kümmert sich um den Haushalt, während Fiona arbeiten geht. Estefanias Vater sucht seine Tochter und erschießt ihren Freund, als er sie gefunden hat. Jimmy wird gezwungen, bei der Beseitigung der Leiche zu helfen. Ian setzt die heimliche Affäre mit Jimmys Vater fort. |           |                         |                          |                      |                                       |                   |                                  |                 |
| 26 | 2         | Der Amerikanische Traum | The American Dream       | 20. Jan. 2013        | 19. Apr. 2013                         | Anthony Hemingway | Nancy M. Pimental                | 1,37 Mio.       |
| Fiona investiert das Geld, das eigentlich für die Begleichung der Grundsteuer reserviert war, in einen Job und streitet sich deswegen mit Lip. Jimmy wird von Nandos Leuten überwacht. Lip leistet Sozialstunden ab und Mickey kehrt nach Verbüßung seiner Haftstrafe zurück. Sheila ist mit der Versorgung von Karens Sohn überfordert. Als Frank eines Morgens mit zwei Saufkumpanen nach Hause kommt und ihnen die Betten seiner Kinder anbietet, werfen ihn seine Kinder auf die Straße. Daraufhin ruft Frank anonym beim Jugendamt an und meldet einen Fall von „völliger Verwahrlosung“. Fionas Party-Event läuft gut, trotzdem schafft sie es nicht, das investierte Geld wieder vollständig zu erwirtschaften.                                                                               |           |                         |                          |                      |                                       |                   |                                  |                 |
| 27 | 3         | Kahlschlag              | May I Trim Your Hedges?  | 27. Jan. 2013        | 26. Apr. 2013                         | Steve Shill       | Krista Vernoff                   | 1,99 Mio.       |
| Fiona bewirbt sich um einen Job in einem Supermarkt, lehnt aber ab, als der Manager Oralverkehr fordert. Frank kümmert sich um Karens Sohn und redet dann Carl eine Krebserkrankung ein, um an Geld zu kommen. In einem Bus treffen die Gallaghers auf einen Exhibitionisten, daraufhin recherchiert Lip, dass ein Pädophiler in der Nachbarschaft wohnt. Der stellt sich aber als Lehrerin heraus, die ein Verhältnis mit einem Schüler hatte. Lip gibt sich als Fünfzehnjähriger aus und lässt sich von ihr verführen, um zu beweisen, dass sie nach wie vor eine Gefahr für die Allgemeinheit ist. Veronica und Kevin durchleben eine Beziehungskrise, als Kevins Noch-Ehefrau vor der Tür steht und sich in ihrem Haus einnistet.                                                                |           |                         |                          |                      |                                       |                   |                                  |                 |
| 28 | 4         | Mit vollem Einsatz      | The Helpful Gallaghers   | 10. Feb. 2013        | 3. Mai 2013                           | Randall Einhorn   | Mike O’Malley                    | 1,53 Mio.       |
| Lip und Mandy kümmern sich um Mandys Halbschwester Molly. Carl fährt in das Sommercamp für krebskranke Kinder und mischt es gründlich auf. Frank redet mit Jody, weil Sheila mit dem gemeinsamen Liebesleben unzufrieden ist. Fiona setzt sich gegen ihren Chef zur Wehr, der die Mitarbeiterinnen des Supermarkts regelmäßig zu sexuellen Handlungen zwingt – mit mäßigem Erfolg. |           |                         |                          |                      |                                       |                   |                                  |                 |
| 29 | 5         | Der Sündenfall          | The Sins of My Caretaker | 17. Feb. 2013        | 10. Mai 2013                          | J. Michael Muro   | Sheila Callaghan                 | 1,32 Mio.       |
| Frank soll die sterblichen Überreste von Tante Ginger ausgegraben, bevor sie bei Kanalisationsarbeiten versehentlich von den Bauarbeitern entdeckt werden. Jody erlebt einen Rückfall in die Sexsucht und Sheila nimmt eine Nonne in ihr Wohnzimmer-Hospiz auf. Jimmys Vater Ned versucht, die Beziehung zu Ian aufrechtzuerhalten, während Jimmy nicht darüber hinwegkommt, dass Ian mit Ned im Bett war. Fiona wird im Supermarkt von ihren Kolleginnen gemobbt, Debbie im Schwimmbad von Gleichaltrigen. Veronica und Kevin engagieren Veronicas Mutter als Mutter für ihr Kind. Fiona und Jimmy streiten sich, er lässt sich daraufhin von Estefania trösten. Bei der von Frank initiierten Überprüfung des Jugendamtes geht alles schief.                                                       |           |                         |                          |                      |                                       |                   |                                  |                 |
| 30 | 6         | Freier Fall             | Cascading Failures       | 24. Feb. 2013        | 17. Mai 2013                          | Anthony Hemingway | Alex Borstein                    | 1,48 Mio.       |
| Das Jugendamt nimmt Fiona ihre Geschwister weg. Debbie muss zum ersten Mal alleine in eine Pflegefamilie, während Lip und Ian in eine Sammelunterkunft für schwererziehbare Kinder gebracht werden. Carl und Liam kommen bei einem homosexuellen Paar unter. Sheila gibt sich als Monica aus, um Frank und Fiona zu helfen, die Kinder zurückzubekommen. Veronica und Kevin greifen zu drastischen Maßnahmen, um ein Kind zu bekommen. Ian und Mickey werden von Mickeys Vater inflagranti erwischt. Fiona findet heraus, dass Frank selbst der anonyme Tippgeber ans Jugendamt war. |           |                         |                          |                      |                                       |                   |                                  |                 |
| 31 | 7         | Unter einem Dach        | A Long Way from Home     | 3. März 2013         | 24. Mai 2013                          | Mimi Leder        | Etan Frankel                     | 1,76 Mio.       |
| Fiona und Frank kämpfen vor Gericht für die Rückkehr der Kinder. Fiona versucht, das Sorgerecht für ihre Geschwister zu bekommen. Sheilas Enkel Hymie wird von der Familie des leiblichen Vaters abgeholt und Jodys Sexsucht gerät völlig außer Kontrolle. Debbie muss im Haus ihrer Pflegemutter gemeinsam mit anderen Pflegekindern im Keller Schmuck herstellen und wird dafür mit Essen bezahlt. Fiona besorgt über Veronicas Kontakte zum Altenheim die Leiche einer alten Frau, um diese als Tante Ginger auszugeben und das Haus erben zu können. Karen kehrt wieder nach Hause zurück. |           |                         |                          |                      |                                       |                   |                                  |                 |
| 32 | 8         | Willenlos               | Where There’s a Will     | 10. März 2013        | 31. Mai 2013                          | Danny Cannon      | Davey Holmes                     | 1,66 Mio.       |
| Fiona und ihre Geschwister überlegen, wie sie das Testament von Tante Ginger, das Cousin Patrick vor ihnen eingereicht hat, anfechten können. Karen zieht wieder bei ihrer Mutter ein und versucht, ihre Beziehung mit Lip wiederaufzunehmen. Frank lernt bei einem Treffen der Anonymen Alkoholiker Christopher kennen, wird sein „Sponsor“ und zieht bei ihm ein. Nachdem sich Cousin Patrick nicht von den Milkovichs einschüchtern lässt, versucht Carl ihn mit Rattengift zu töten. Doch erst Debbie hat die zündende Idee, wie man Patrick Einhalt gebieten kann. |           |                         |                          |                      |                                       |                   |                                  |                 |
| 33 | 9         | Die Hintertür           | Frank the Plumber        | 17. März 2013        | 7. Juni 2013                          | Mark Mylod        | Krista Vernoff                   | 1,67 Mio.       |
| Fiona hat einen neuen Job in einem Büro und fällt dort zunächst unangenehm auf. Frank wird zur Galionsfigur der Schwulenbewegung. Lip ist sauer, weil sich Mandy für ihn an verschiedenen Universitäten beworben hat, entscheidet sich dann aber doch, die sich bietende Chance am MIT zu nutzen. Ian erfährt, dass Mickey Vater wird und heiraten will, die versuchte Aussprache endet in Gewalt. Sheila ist verzweifelt über den Verlust von Hymie und Karens Verhalten. Jimmy flippt aus, nachdem er sein Auto verliert und am Geldautomaten ausgeraubt wird und stellt seine Art zu leben infrage. Mandy überfährt ihre unliebsame Konkurrentin Karen mit einem Auto. |           |                         |                          |                      |                                       |                   |                                  |                 |
| 34 | 10        | Die Wunderheilung       | Civil Wrongs             | 24. März 2013        | 14. Juni 2013                         | Gary B. Goldman   | Mike O’Malley                    | 1,61 Mio.       |
| Jimmy möchte sein Medizinstudium wieder aufnehmen, während Frank erfolgreich für die Schwulenbewegung aktiv ist und sich deswegen als homosexuell ausgibt. Als Frank ein Angebot einer Anti-Homosexuellen-Gruppe bekommt, die ihm zum Zwecke einer “Bekehrung” eine Hotelsuite, kostenlosen Sex mit Frauen und ein großzügiges Taschengeld bietet, lässt er sich auf den Handel ein. Ian trauert Mickey hinterher und versucht zu verstehen, was passiert ist. Karen liegt immer noch im Koma und Lip findet heraus, wer für ihren Unfall verantwortlich ist. Jody wird kreativ, um Karen aus dem Koma zu holen. Die Bemühungen von Veronica und Kevin sind von Erfolg gekrönt: Veronicas Mutter ist schwanger.                                                                                      |           |                         |                          |                      |                                       |                   |                                  |                 |
| 35 | 11        | Zimmerservice           | Order Room Service       | 31. März 2013        | 21. Juni 2013                         | Sanaa Hamri       | Sheila Callaghan                 | 1,65 Mio.       |
| Fiona überlegt, mit Jimmy und allen Kindern nach Michigan zu gehen, als Fionas Chef Mike ihr anbietet, ihn zu einem Camping-Wochenende zu begleiten. Lip weiß nicht, wie er Mandy von seinem Verdacht bezüglich des Unfalls erzählen soll, und fragt Kevin um Rat. Frank, mehr oder weniger obdachlos, bittet Carl um Hilfe, der ihn im Familienvan schlafen lässt. Als Fiona herausfindet, dass Jimmy gar nicht geplant hatte, sie nach Michigan mitzunehmen, kommt es zum Streit. Jimmy bekommt Besuch von Estefanias Vater, der Jimmy Vorwürfe macht, weil Estefania abgeschoben werden soll. Ian versucht, Mickey von seiner Hochzeit abzuhalten. Frank raubt mit Carl die Wohnung des homosexuellen Pärchens aus, bei dem Carl kurzfristig untergekommen war. Fiona und Mike kommen sich näher. |           |                         |                          |                      |                                       |                   |                                  |                 |
| 36 | 12        | Überlebenstraining      | Survival of the Fittest  | 7. Apr. 2013         | 28. Juni 2013                         | Mark Mylod        | Etan Frankel & Nancy M. Pimental | 1,82 Mio.       |
| Frank ist wegen des Einbruchs in Haft, kommt aber schnell wieder frei. Ian verpflichtet sich für vier Jahre bei der Army, ohne seine Familie darüber zu informieren. Lip erhält sein Schulabschlusszeugnis und geht mit Frank zur Feier des Tages zum Hummeressen. Jody fährt mit Karen und Hymie nach Sedona, um dort bei einem Heiler Hilfe zu suchen. Veronica findet heraus, dass ihre Mutter nicht ganz ehrlich war, was die Schwangerschaft betrifft. Frank erbricht Blut und kommt ins Krankenhaus. Ian und Mickey sprechen sich aus. Lip erhält eine Zusage vom MIT. |           |                         |                          |                      |                                       |                   |                                  |                 |

## Staffel 4
Die Erstausstrahlung der vierten Staffel war vom 12. Januar bis zum 6. April 2014 auf dem US-amerikanischen Kabelsender Showtime zu sehen. Die deutschsprachige Erstausstrahlung sendete der deutsche Pay-TV-Sender FOX vom 5. Mai bis zum 21. Juli 2014.
| Nr. (ges.) | Nr. (St.) | Deutscher Titel         | Originaltitel                                                  | Erstausstrahlung USA | Deutschsprachige Erstausstrahlung (D) | Regie               | Drehbuch          | Zuschauer (USA) |
| --- | --------- | ----------------------- | -------------------------------------------------------------- | -------------------- | ------------------------------------- | ------------------- | ----------------- | --------------- |
| 37 | 1         | Kleine Freuden          | Simple Pleasures                                               | 12. Jan. 2014        | 5. Mai 2014                           | John Wells          | John Wells        | 1,69 Mio.       |
| Fiona datet ihren Boss Mike und lernt dessen Familie bei einem Spiel der Bears kennen. Frank wird bei einer Polizeikontrolle in einem leeren Haus voller Obdachloser gefunden. Er wird ins Haus der Gallaghers gebracht, wo sich Carl um ihn kümmert. Sheila unterzieht das Gallagher-Haus einer gründlichen Reinigung. Debbie und ihre Freundinnen versuchen, ihre Jungfräulichkeit über eine Dating-Webseite zu Geld zu machen. Debbie lernt in der Spielhalle einen Jungen kennen und Carl hat nachts einen feuchten Traum. Lip muss neben dem Studium viel arbeiten und bekommt eine schlechte Note in einem Leistungstest. Veronica macht nach morgendlicher Übelkeit einen Schwangerschaftstest, der positiv ist. Stan, der Besitzer des Alibi, ist tot. Mickey vermisst Ian und Mandy Lip. |           |                         |                                                                |                      |                                       |                     |                   |                 |
| 38 | 2         | Eine geht noch          | My Oldest Daughter                                             | 19. Jan. 2014        | 12. Mai 2014                          | Mimi Leder          | Nancy M. Pimental | 1,60 Mio.       |
| Stan hat Kevin das „Alibi Room“ vermacht, Kevin ist aber wenig erfreut, als er erfährt, dass die Bar kaum Gewinn abwirft. Franks Leber ist stark angegriffen, Carl sucht nach einem Organspender für seinen Vater und verspricht, ihm Drogen zu beschaffen. Fiona steigt in der Firma auf und bekommt einen Firmenwagen. Lip flirtet mit seiner Tutorin, während Veronica im Krankenhaus erfährt, dass sie Drillinge erwartet. Als ein anderer Autofahrer die Windschutzscheibe des Firmenwagens demoliert, lügt Fiona Mike über die wahre Ursache an. Mike weiß allerdings bereits, was passiert ist und es kommt zum Streit. Debbies erster Freund Matty ist älter als sie dachte und sie gesteht ihm, dass sie erst 13 Jahre alt ist. Veronica verlangt von ihrer Mutter, ihr Kind abzutreiben, was sowohl Veronicas Mutter als auch Kevin ablehnen. Nachdem sich Fiona weigert, ihrem Vater einen Teil ihrer Leber zu spenden, offenbart Frank, dass er noch eine weitere Tochter hat.                                                               |           |                         |                                                                |                      |                                       |                     |                   |                 |
| 39 | 3         | Blutlinien              | Like Father, Like Daughter                                     | 26. Jan. 2014        | 19. Mai 2014                          | Sanaa Hamri         | Sheila Callaghan  | 1,83 Mio.       |
| Fiona und Mike vertiefen ihre Beziehung, Sheila wird von Debbie ins Online-Dating eingeführt und lernt auf einer christlichen Dating-Webseite einen Mann kennen. Lip reibt sich zwischen Arbeit und Studium auf. Carl stiehlt neben Lebensmitteln nun auch Hunde, um an Geld für Franks Drogen zu kommen. Frank greift zu einer ungewöhnlichen Methode, um seine Tochter und seinen Enkel kennenzulernen. Fiona ist zu einem Dinner bei Mikes Familie eingeladen und lernt dort Robbie kennen, Mikes älteren Bruder. Debbie verbringt eine Nacht bei ihrem Freund, während Fiona nach einem weiteren Dinner mit Robbie schläft. |           |                         |                                                                |                      |                                       |                     |                   |                 |
| 40 | 4         | Sucht nach mehr         | Strangers on a Train                                           | 2. Feb. 2014         | 26. Mai 2014                          | Peter Segal         | Etan Frankel      | 1,23 Mio.       |
| Fiona setzt die Affäre mit Robbie fort, während Frank die Lebertransplantation vorantreibt. Durch eine Verkettung unglücklicher Umstände kommt Lip zu spät zur Zwischenprüfung und darf deswegen nicht daran teilnehmen. Daraufhin rastet er aus und zertrümmert die Scheiben mehrerer Autos. Carl betäubt Frank und bricht ihm das Bein, um die Versicherung betrügen zu können. Debbie versucht immer wieder, Matty zu verführen, doch er will nicht mit ihr schlafen. Frank gesteht Sammi, dass sie seine Tochter ist. Als Lip das College hinschmeißen will, erhält er unerwarteterweise von Kevin eine Moralpredigt und überlegt es sich daraufhin anders. |           |                         |                                                                |                      |                                       |                     |                   |                 |
| 41 | 5         | Rubbelfieber            | There’s the Rub                                                | 9. Feb. 2014         | 2. Juni 2014                          | David Nutter        | Davey Holmes      | 1,59 Mio.       |
| Lip bekommt Besuch von der Militärpolizei, weil Ian, der sich unter Lips Namen beim Militär verpflichtet hat, gesucht wird. Frank und Sammi verbringen viel Zeit miteinander und versuchen, Frank eine neue Leber zu besorgen. Kevin und Veronica kommen mit Mickey ins Geschäft und wandeln Stans altes Apartment über der Bar in ein als Massagesalon getarntes Bordell um. Fiona entschuldigt sich bei Mike, während Lip und Debbie versuchen, Ian zu finden, bevor das Militär es tut. Sheilas indianischer Freund baut eine Schwitzhütte für Frank. Lip und Debbie finden Ian schließlich in einer Schwulenbar. Fiona feiert ihren Geburtstag mit viel Alkohol und Kokain; der Abend endet tragisch, als Liam das Koks in die Finger bekommt und es, wie er es bei den Erwachsenen gesehen hat, durch die Nase zieht. Er kommt auf die Intensivstation und Fiona wird verhaftet. |           |                         |                                                                |                      |                                       |                     |                   |                 |
| 42 | 6         | Lebenslänglich          | Iron City                                                      | 16. Feb. 2014        | 9. Juni 2014                          | James Ponsoldt      | John Wells        | 1,91 Mio.       |
| Nach Fionas Verhaftung befindet sich Lip nun in der Rolle des Familienoberhauptes. Frank erwacht im Krankenhaus und wird über seine schlechte Prognose aufgeklärt. Lip muss sich mit dem Jugendamt und der Frage, ob er die Vormundschaft für Liam übernehmen will, auseinandersetzen. Fionas Kautionszahlung ist für die Gallaghers unerschwinglich und Frank muss gefunden werden, um zu verhindern, dass Liam in eine Pflegefamilie kommt. Debbie flüchtet sich zu Matt und Carl zündet die Schwitzhütte in Sheilas Garten an. Mike bezahlt Fionas Kaution und macht klar, dass er sie nie wieder sehen möchte. |           |                         |                                                                |                      |                                       |                     |                   |                 |
| 43 | 7         | Schwund ist überall     | A Jailbird, Invalid, Martyr, Cutter, Retard and Parasitic Twin | 23. Feb. 2014        | 16. Juni 2014                         | Gary B. Goldman     | Nancy M. Pimental | 1,89 Mio.       |
| Kevin wird überfallen und besorgt sich bei Mickey eine Waffe. Lip nimmt Liam mit ins College und Fionas Anwältin verhandelt mit dem Staatsanwalt über eine mögliche Bewährungsstrafe. Lip macht Fiona schwere Vorwürfe, während Frank vollgepumpt mit Sammis Heroin bewusstlos im Badezimmer liegt. Lip wirft daraufhin Sammi aus dem Haus. Matt erklärt Debbie noch einmal, dass sie zu jung für ihn ist. In ihrer Verzweiflung versucht Debbie daraufhin, sich zu ritzen. Mickey sammelt den völlig zugedröhnten Ian vor der Schwulenbar auf. Sammi, Chuckie und Frank verschaffen sich Zugang zu Sheilas Haus. Fiona bekennt sich vor Gericht schuldig und kommt mit einer Bewährungsstrafe und Auflagen davon. |           |                         |                                                                |                      |                                       |                     |                   |                 |
| 44 | 8         | Keine Zeit für Hoffnung | Love Springs Paternal                                          | 9. März 2014         | 23. Juni 2014                         | Mimi Leder          | Sheila Callaghan  | 1,78 Mio.       |
| Fiona räumt das Haus auf, bevor die Bewährungshelferin kommt. Ian kommt nach Hause, aufgedreht und verändert. Carl wird zur Schuldirektorin zitiert, weil er mehreren Schülern gegenüber gewalttätig geworden ist. Fiona langweilt sich, weil sie das Haus nicht verlassen darf. Sammi und Frank geben vor, Sheilas Haus verkaufen zu wollen und kassieren Baranzahlungen von mehreren Interessenten. Als sich Fiona betrinkt und das Essen anbrennt, eskaliert der Konflikt mit Lip, der Carl und Debbie daraufhin anweist, ihre Sachen zu packen. Bei Veronicas Mutter setzen die Wehen ein und sie bringt einen Jungen zur Welt. |           |                         |                                                                |                      |                                       |                     |                   |                 |
| 45 | 9         | Bonnie und Carl         | The Legend of Bonnie and Carl                                  | 16. März 2014        | 30. Juni 2014                         | Mark Mylod          | Etan Frankel      | 1,71 Mio.       |
| Sammi prostituiert sich für Franks medizinische Versorgung. Fiona darf das Haus endlich wieder verlassen. Debbie versucht nach wie vor, Matts Herz zu gewinnen und reagiert eifersüchtig, als er eine Verabredung mit einer Arbeitskollegin hat. Carl verliebt sich in einer Nachhilfestunde Hals über Kopf in Bonnie, die die Nachhilfelehrerin unter Drogen setzt. Mickey wohnt bei den Gallaghers und bekommt Besuch von seiner Frau und seinem neugeborenen Sohn. Svetlana verlangt, dass Mickey nach Hause kommt und sich um sie und das Kind kümmert. Fiona sucht verzweifelt einen Job. Ian und Mickey erpressen einen reichen Freier. Sheila kommt aus dem Reservat zurück und beschließt Frank zu heiraten. Lips Zimmergenossin Amanda drängt sich immer mehr in sein Leben, während Carl dafür sorgt, dass er weiterhin nachsitzen muss. Außerdem ist Mandys Freund hinter Lip her. Bonnie und Carl überfallen einen Lebensmittelladen. |           |                         |                                                                |                      |                                       |                     |                   |                 |
| 46 | 10        | Eins vor, zwei zurück   | Liver, I Hardly Know Her                                       | 23. März 2014        | 7. Juli 2014                          | Christopher Chulack | Davey Holmes      | 1,63 Mio.       |
| Fiona feiert eine wilde Party bei Robbie und bleibt über Nacht weg, womit sie gegen ihre Bewährungsauflagen verstößt. Die von ihrem Freund verprügelte Mandy sucht Zuflucht bei den Gallaghers. Franks Zustand verschlechtert sich immer weiter, doch Sheila hält an ihren Heiratsplänen fest. Sammis Dealer erzählt, dass er jemanden kennt, der illegale Transplantationen durchführt. Sammi und Sheila beschließen, die Gelegenheit beim Schopf zu packen. Veronica bringt zwei Töchter zur Welt. Kevin und Mickey streiten sich wegen der Verteilung der Einnahmen. Bonnie und Carl stehlen ein Auto und begeben sich ebenfalls auf die Suche nach Fiona, die an einer Tankstelle in Wisconsin gestrandet ist. Sheila und Sammi bezahlen 26.000 Dollar für eine Lebertransplantation, die im Keller einer Fabrik vorgenommen wird – und sich später als Betrug herausstellt: Frank wurde keine Leber transplantiert, ihm wurde eine Niere entfernt. Lip holt seine Schwester in Wisconsin ab und entschuldigt sich für sein Verhalten ihr gegenüber. |           |                         |                                                                |                      |                                       |                     |                   |                 |
| 47 | 11        | Emily                   | Emily                                                          | 30. März 2014        | 14. Juli 2014                         | Anthony Hemingway   | Nancy M. Pimental | 1,76 Mio.       |
| Fiona muss für 90 Tage ins Gefängnis, weil sie gegen die Bewährungsauflagen verstoßen hat. Frank, der tatsächlich doch noch eine neue Leber bekommen hat, ist nach wie vor bewusstlos. Sammi und Chuckie freunden sich mit Franks neuer Zimmernachbarin an, einem kleinen Mädchen namens Emily, die auf eine Herztransplantation wartet. Als Frank aufwacht ist er desorientiert. Debbies neuer Verehrer Henry entpuppt sich als Reinfall. Carl quartiert Bonnie und ihre sieben Geschwister bei den Gallaghers ein. Lips geplantes Katastrophen-Dinner für Amandas Eltern wird tatsächlich fast zur Katastrophe, als eine Sozialarbeiterin einen Überraschungsbesuch macht. Ian macht mit Mickey auf der Tauffeier von Mickeys Sohn Schluss, was Mickey dazu bewegt, sich vor seiner Familie zu outen. Das Outing endet in einer wilden Prügelei mit Mickeys Vater und dessen Freunden. |           |                         |                                                                |                      |                                       |                     |                   |                 |
| 48 | 12        | Jetzt erst recht        | Lazarus                                                        | 6. Apr. 2014         | 21. Juli 2014                         | Mark Mylod          | John Wells        | 1,93 Mio.       |
| Frank erfährt zu seiner großen Überraschung, dass er mit Sheila verheiratet ist. Sheila schmeißt Sammi und Chuckie aus ihrem Haus. Fiona kämpft sich durch das Leben im Gefängnis, wird vorzeitig entlassen und erhält eine Stelle in einem Restaurant. Mickey macht sich Sorgen um Ian, der das Bett nicht mehr verlassen will. Lip geht mit Amanda, die ihm einen teuren Anzug gekauft hat, auf eine Feier ihrer Studentenverbindung. Als Fiona Ian ins Krankenhaus bringen will, lehnt Mickey das vehement ab. Der Konflikt zwischen Sammi und Sheila eskaliert, was Carl dazu nutzt, Frank aus dem Krankenhaus zu schaffen. Vor dem Haus der Gallaghers hält ein Wagen, in dem Jimmy Lishman sitzt. |           |                         |                                                                |                      |                                       |                     |                   |                 |

## Staffel 5
Die Erstausstrahlung der fünften Staffel war vom 11. Januar bis zum 5. April 2015 auf dem US-amerikanischen Kabelsender Showtime zu sehen. Die deutschsprachige Erstausstrahlung startete am 25. Mai 2015 beim deutschen Pay-TV-Sender FOX.
| Nr. (ges.) | Nr. (St.) | Deutscher Titel           | Originaltitel                        | Erstausstrahlung USA | Deutschsprachige Erstausstrahlung (D) | Regie               | Drehbuch          | Zuschauer (USA) |
| --- | --------- | ------------------------- | ------------------------------------ | -------------------- | ------------------------------------- | ------------------- | ----------------- | --------------- |
| 49 | 1         | Franks Göttermilch        | Milk of the Gods                     | 11. Jan. 2015        | 25. Mai 2015                          | Christopher Chulack | Nancy M. Pimental | 1,77 Mio.       |
| Lip kehrt vom College zurück und merkt, wie sehr sich das Viertel verändert. Fiona hat einen neuen Job und verliebt sich in ihren älteren Chef.                                                                                    |           |                           |                                      |                      |                                       |                     |                   |                 |
| 50 | 2         | Die Leber bin ich         | I’m the Liver                        | 18. Jan. 2015        | 25. Mai 2015                          | Sanaa Hamri         | Krista Vernoff    | 1,76 Mio.       |
| Fionas Hausarrest wird offiziell aufgehoben. Lip beginnt zu arbeiten, doch die körperliche Tätigkeit ist viel schwieriger, als er sich das vorgestellt hat... und die Schikanen seiner Kollegen machen es ihm auch nicht leichter. |           |                           |                                      |                      |                                       |                     |                   |                 |
| 51 | 3         | Getroffen und versenkt    | The Two Lisas                        | 25. Jan. 2015        | 1. Juni 2015                          | Peter Segal         | Sheila Callaghan  | 1,96 Mio.       |
| 52 | 4         | Wie meinen?               | A Night to Remem… Wait, What?        | 1. Feb. 2015         | 1. Juni 2015                          | Richie Keen         | Davey Holmes      | 1,26 Mio.       |
| 53 | 5         | Durchgedreht              | Rite of Passage                      | 8. Feb. 2015         | 8. Juni 2015                          | Alex Graves         | Etan Frankel      | 1,64 Mio.       |
| 54 | 6         | Crazy Love                | Crazy Love                           | 15. Feb. 2015        | 8. Juni 2015                          | Anthony Hemingway   | John Wells        | 1,26 Mio.       |
| 55 | 7         | Geben und Nehmen          | Tell Me You Fucking Need Me          | 1. März 2015         | 15. Juni 2015                         | William H. Macy     | Nancy M. Pimental | 1,44 Mio.       |
| 56 | 8         | Onkel Carl                | Uncle Carl                           | 8. März 2015         | 15. Juni 2015                         | Wendey Stanzler     | Krista Vernoff    | 1,60 Mio.       |
| 57 | 9         | Und ewig lockt der Knast  | Carl’s First Sentencing              | 15. März 2015        | 22. Juni 2015                         | Christopher Chulack | Etan Frankel      | 1,62 Mio.       |
| 58 | 10        | Kinder der Straße         | South Side Rules                     | 22. März 2015        | 22. Juni 2015                         | Michael Uppendahl   | Sheila Callaghan  | 1,67 Mio.       |
| 59 | 11        | Auf dem Weg ins Blaue     | Drugs Actually                       | 29. März 2015        | 29. Juni 2015                         | Mimi Leder          | Davey Holmes      | 1,43 Mio.       |
| 60 | 12        | Und das Herz schreit doch | Love Songs (In the Key of Gallagher) | 5. Apr. 2015         | 29. Juni 2015                         | Christopher Chulack | John Wells        | 1,55 Mio.       |

## Staffel 6
Die Erstausstrahlung der sechsten Staffel der Serie war vom 10. Januar bis zum 3. April 2016 auf Showtime zu sehen. Die deutschsprachige Erstausstrahlung sendete der Pay-TV-Sender FOX vom 31. Mai bis zum 5. Juli 2016.
| Nr. (ges.) | Nr. (St.) | Deutscher Titel    | Originaltitel                      | Erstausstrahlung USA | Deutschsprachige Erstausstrahlung (D) | Regie               | Drehbuch            | Zuschauer (USA) |
| ---------- | --------- | ------------------ | ---------------------------------- | -------------------- | ------------------------------------- | ------------------- | ------------------- | --------------- |
| 61         | 1         | Zug um Zug         | I Only Miss Her When I’m Breathing | 10. Jan. 2016        | 31. Mai 2016                          | Christopher Chulack | John Wells          | 1,44 Mio.       |
| 62         | 2         | Weg damit!         | #AbortionRules                     | 17. Jan. 2016        | 31. Mai 2016                          | Iain B. MacDonald   | Nancy M. Pimental   | 1,64 Mio.       |
| 63         | 3         | Abgeräumt          | Ghost Your Baby                    | 24. Jan. 2016        | 7. Juni 2016                          | Nisha Ganatra       | Krista Vernoff      | 1,70 Mio.       |
| 64         | 4         | Sternzeichen Krebs | Going Once, Going Twice            | 31. Jan. 2016        | 7. Juni 2016                          | Christopher Chulack | Davey Holmes        | 1,70 Mio.       |
| 65         | 5         | Kleine Fluchten    | Refugees                           | 7. Feb. 2016         | 14. Juni 2016                         | Wendey Stanzler     | Etan Frankel        | 1,16 Mio.       |
| 66         | 6         | Einfach irre       | NSFW                               | 14. Feb. 2016        | 14. Juni 2016                         | Jake Schreier       | Sheila Callaghan    | 1,60 Mio.       |
| 67         | 7         | Chuckie            | Pimp’s Paradise                    | 21. Feb. 2016        | 21. Juni 2016                         | Peter Segal         | Dominique Morisseau | 1,66 Mio.       |
| 68         | 8         | Frank on Tour      | Be a Good Boy. Come For Grandma    | 6. März 2016         | 21. Juni 2016                         | Iain B. MacDonald   | Nancy M. Pimental   | 1,50 Mio.       |
| 69         | 9         | Voll im Koma       | A Yurt of One’s Own                | 13. März 2016        | 28. Juni 2016                         | Ruben Garcia        | Davey Holmes        | 1,68 Mio.       |
| 70         | 10        | Nichts wie weg     | Paradise Lost                      | 20. März 2016        | 28. Juni 2016                         | Lynn Shelton        | Etan Frankel        | 1,60 Mio.       |
| 71         | 11        | Der Racheengel     | Sleep No More                      | 27. März 2016        | 5. Juli 2016                          | Anthony Hemingway   | Sheila Callaghan    | 1,45 Mio.       |
| 72         | 12        | Absturz            | Familia Supra Gallegorious Omnia!  | 3. Apr. 2016         | 5. Juli 2016                          | Christopher Chulack | John Wells          | 1,63 Mio.       |

## Staffel 7
Die Erstausstrahlung der siebten Staffel war vom 2. Oktober bis zum 18. Dezember 2016 auf dem US-amerikanischen Kabelsender Showtime zu sehen. Die deutschsprachige Erstausstrahlung wurde ab dem 20. Februar 2017 auf dem deutschen Pay-TV-Sender FOX gesendet.
| Nr. (ges.) | Nr. (St.) | Deutscher Titel                | Originaltitel                                             | Erstausstrahlung USA | Deutschsprachige Erstausstrahlung (D) | Regie               | Drehbuch            | Zuschauer (USA) |
| ---------- | --------- | ------------------------------ | --------------------------------------------------------- | -------------------- | ------------------------------------- | ------------------- | ------------------- | --------------- |
| 73         | 1         | Raus aus dem Koma              | Hiraeth                                                   | 2. Okt. 2016         | 20. Feb. 2017                         | Christopher Chulack | John Wells          | 1,24 Mio.       |
| 74         | 2         | Die andere Seite               | Swipe, Fuck, Leave                                        | 9. Okt. 2016         | 27. Feb. 2017                         | Rob Hardy           | Nancy M. Pimental   | 1,11 Mio.       |
| 75         | 3         | Und doch ein Zuhause           | Home Sweet Homeless Shelter                               | 16. Okt. 2016        | 6. März 2017                          | Iain B. MacDonald   | Krista Vernoff      | 1,44 Mio.       |
| 76         | 4         | Hoppla, jetzt komm ich!        | I Am a Storm                                              | 23. Okt. 2016        | 13. März 2017                         | Emmy Rossum         | Sheila Callaghan    | 1,38 Mio.       |
| 77         | 5         | Dein eigener Scheiß            | Own Your Shit                                             | 30. Okt. 2016        | 20. März 2017                         | Christopher Chulack | Dominique Morisseau | 1,20 Mio.       |
| 78         | 6         | Vom Holpern zum Stolpern       | The Defenestration of Frank                               | 6. Nov. 2016         | 27. März 2017                         | David Nutter        | Etan Frankel        | 1,44 Mio.       |
| 79         | 7         | Gerupfte Hühner                | You'll Never Ever Get a Chicken in Your Whole Entire Life | 13. Nov. 2016        | 3. Apr. 2017                          | John Wells          | Nancy M. Pimental   | 1,33 Mio.       |
| 80         | 8         | Kaufrausch                     | You Sold Me the Laundromat, Remember?                     | 20. Nov. 2016        | 10. Apr. 2017                         | Allison Liddi-Brown | Krista Vernoff      | 1,40 Mio.       |
| 81         | 9         | Das Tier in dir                | Ouroboros                                                 | 27. Nov. 2016        | 17. Apr. 2017                         | Christopher Chulack | Sheila Callaghan    | 1,56 Mio.       |
| 82         | 10        | Ein harter Ritt                | Ride or Die                                               | 4. Dez. 2016         | 24. Apr. 2017                         | Zetna Fuentes       | Dominique Morisseau | 1,60 Mio.       |
| 83         | 11        | Bis dass der Tod euch scheidet | Happily Ever After                                        | 11. Dez. 2016        | 1. Mai 2017                           | John M. Valerio     | Etan Frankel        | 1,58 Mio.       |
| 84         | 12        | Requiem für eine Schlampe      | Requiem For A Slut                                        | 18. Dez. 2016        | 8. Mai 2017                           | John Wells          | John Wells          | 1,72 Mio.       |

## Staffel 8
Die Erstausstrahlung der achten Staffel war vom 5. November 2017 bis zum 28. Januar 2018 auf dem US-amerikanischen Kabelsender Showtime zu sehen. Die deutschsprachige Erstausstrahlung sendete der deutsche Pay-TV-Sender FOX vom 26. Februar bis zum 21. Mai 2018.
| Nr. (ges.) | Nr. (St.) | Deutscher Titel                  | Originaltitel                                          | Erstausstrahlung USA | Deutschsprachige Erstausstrahlung (D) | Regie             | Drehbuch            | Zuschauer (USA) |
| ---------- | --------- | -------------------------------- | ------------------------------------------------------ | -------------------- | ------------------------------------- | ----------------- | ------------------- | --------------- |
| 85         | 1         | Metamorphose                     | We Become What We… Frank!                              | 5. Nov. 2017         | 26. Feb. 2018                         | Iain B. MacDonald | John Wells          | 1,86 Mio.       |
| 86         | 2         | Der Stoff, aus dem die Kohle ist | Where’s My Meth?                                       | 12. Nov. 2017        | 5. März 2018                          | Anthony Hemingway | Nancy M. Pimental   | 1,37 Mio.       |
| 87         | 3         | Der heilige Francis              | God Bless Her Rotting Soul                             | 19. Nov. 2017        | 12. März 2018                         | Michael Morris    | Krista Vernoff      | 1,34 Mio.       |
| 88         | 4         | Superdaddy                       | Fuck Paying It Forward                                 | 26. Nov. 2017        | 19. März 2018                         | Regina King       | Dominique Morisseau | 1,59 Mio.       |
| 89         | 5         | Klassenkampf                     | The (Mis)Education of Liam Fergus Beircheart Gallagher | 3. Dez. 2017         | 26. März 2018                         | Iain B. MacDonald | Sheila Callaghan    | 1,51 Mio.       |
| 90         | 6         | Fressen und gefressen werden     | Icarus Fell and Rusty Ate Him                          | 10. Dez. 2017        | 2. Apr. 2018                          | Zetna Fuentes     | Mark Steilen        | 1,52 Mio.       |
| 91         | 7         | Gegen die Wand                   | Occupy Fiona                                           | 17. Dez. 2017        | 16. Apr. 2018                         | Iain B. MacDonald | Molly Smith Metzler | 1,58 Mio.       |
| 92         | 8         | Grenzverkehr                     | Frank’s Northern Shuttle Express                       | 31. Dez. 2017        | 23. Apr. 2018                         | Emmy Rossum       | Nancy M. Pimental   | 0,81 Mio.       |
| 93         | 9         | Liebesterror                     | The Fugees                                             | 7. Jan. 2018         | 30. Apr. 2018                         | Jeffrey Reiner    | Dominique Morisseau | 1,65 Mio.       |
| 94         | 10        | Lasset sie kommen                | Church of Gay Jesus                                    | 14. Jan. 2018        | 7. Mai 2018                           | Anna Mastro       | Sheila Callaghan    | 1,52 Mio.       |
| 95         | 11        | Operation Gartenschere           | A Gallagher Pedicure                                   | 21. Jan. 2018        | 14. Mai 2018                          | Iain B. MacDonald | Mark Steilen        | 1,52 Mio.       |
| 96         | 12        | Traumlos glücklich               | Sleepwalking                                           | 28. Jan. 2018        | 21. Mai 2018                          | John Wells        | John Wells          | 1,73 Mio.       |

## Staffel 9
Die Erstausstrahlung der neunten Staffel war vom 9. September 2018 bis zum 10. März 2019 auf dem US-amerikanischen Kabelsender Showtime zu sehen. Die deutschsprachige Erstausstrahlung sendete der deutsche Pay-TV-Sender FOX vom 11. Februar bis zum 13. Mai 2019.
| Nr. (ges.) | Nr. (St.) | Deutscher Titel          | Originaltitel                             | Erstausstrahlung USA | Deutschsprachige Erstausstrahlung (D) | Regie                                  | Drehbuch            | Zuschauer (USA) |
| ---------- | --------- | ------------------------ | ----------------------------------------- | -------------------- | ------------------------------------- | -------------------------------------- | ------------------- | --------------- |
| 97         | 1         | Stets zu Diensten        | Are You There Shim? It’s Me, Ian          | 9. Sep. 2018         | 11. Feb. 2019                         | Iain B. MacDonald                      | Nancy M. Pimental   | 1,31 Mio.       |
| 98         | 2         | Wer weiß?                | Mo White!                                 | 16. Sep. 2018        | 18. Feb. 2019                         | Erin Feeley                            | Molly Smith Metzler | 1,12 Mio.       |
| 99         | 3         | Gallagher-Wahnsinn       | Weirdo Gallagher Vortex                   | 23. Sep. 2018        | 25. Feb. 2019                         | Kat Coiro                              | Joe Lawson          | 1,05 Mio.       |
| 100        | 4         | Weiße Westen             | Do Right, Vote White!                     | 30. Sep. 2018        | 4. März 2019                          | Mark Mylod                             | John Wells          | 1,09 Mio.       |
| 101        | 5         | Unschuldig schuldig      | Black-Haired Ginger                       | 7. Okt. 2018         | 11. März 2019                         | William H. Macy                        | Philip Buiser       | 1,00 Mio.       |
| 102        | 6         | Einfach fabelhaft        | Face It, You’re Gorgeous                  | 7. Okt. 2018         | 18. März 2019                         | Allison Liddi-Brown                    | Nancy M. Pimental   | 0,92 Mio.       |
| 103        | 7         | Das Schiff sinkt         | Down Like the Titanic                     | 21. Okt. 2018        | 25. März 2019                         | Silver Tree                            | Molly Smith Metzler | 1,00 Mio.       |
| 104        | 8         | Das gelobte Land         | The Apple Doesn’t Fall Far from the Alibi | 20. Jan. 2019        | 1. Apr. 2019                          | Zetna Fuentes                          | Joe Lawson          | 0,80 Mio.       |
| 105        | 9         | Abgelaufen               | BOOOOOOOOOOOONE!                          | 27. Jan. 2019        | 8. Apr. 2019                          | Loren Yaconelli                        | Philip Buiser       | 0,84 Mio.       |
| 106        | 10        | Teufelszeug              | Los Diablos!                              | 10. Feb. 2019        | 15. Apr. 2019                         | Roberto Sneider                        | Nancy M. Pimental   | 1,14 Mio.       |
| 107        | 11        | Endspiel                 | The Hobo Games                            | 17. Feb. 2019        | 22. Apr. 2019                         | Iain B. MacDonald                      | Molly Smith Metzler | 0,97 Mio.       |
| 108        | 12        | Von Trinkern und Säufern | You’ll Know the Bottom When You Hit It    | 24. Feb. 2019        | 29. Apr. 2019                         | Shari Springer Berman & Robert Pulcini | Joe Lawson          | 0,81 Mio.       |
| 109        | 13        | Geht doch                | Lost                                      | 3. März 2019         | 6. Mai 2019                           | Iain B. MacDonald                      | John Wells          | 1,13 Mio.       |
| 110        | 14        | Abflug                   | Found                                     | 10. März 2019        | 13. Mai 2019                          | John Wells                             | John Wells          | 1,35 Mio.       |

## Staffel 10
Die Erstausstrahlung der zehnten Staffel lief zwischen dem 10. November 2019 und 26. Januar 2020 auf dem US-amerikanischen Kabelsender Showtime. Die deutschsprachige Erstausstrahlung lief zwischen dem 24. Februar und 11. Mai 2020 auf dem Pay-TV-Sender FOX.
| Nr. (ges.) | Nr. (St.) | Deutscher Titel                             | Originaltitel                                       | Erstausstrahlung USA | Deutschsprachige Erstausstrahlung (D) | Regie             | Drehbuch            | Zuschauer (USA) |
| ---------- | --------- | ------------------------------------------- | --------------------------------------------------- | -------------------- | ------------------------------------- | ----------------- | ------------------- | --------------- |
| 111        | 1         | Die Gallagher-Gang                          | We Few, We Lucky Few, We Band of Gallaghers!        | 10. Nov. 2019        | 24. Feb. 2020                         | John Wells        | John Wells          | 0,76 Mio.       |
| 112        | 2         | Noch einmal schlafen                        | Sleep Well My Prince For Tomorrow You Shall Be King | 17. Nov. 2019        | 2. März 2020                          | Jennifer Arnold   | Nancy M. Pimental   | 0,91 Mio.       |
| 113        | 3         | Amerika-Blues                               | Which America?                                      | 24. Nov. 2019        | 9. März 2020                          | Silver Tree       | Molly Smith Metzler | 0,84 Mio.       |
| 114        | 4         | Richtung Gallagher und dann immer geradeaus | A Little Gallagher Goes a Long Way                  | 1. Dez. 2019         | 16. März 2020                         | Iain B. MacDonald | Joe Lawson          | 0,87 Mio.       |
| 115        | 5         | Sparky                                      | Sparky                                              | 8. Dez. 2019         | 23. März 2020                         | William H. Macy   | Philip Buiser       | 0,83 Mio.       |
| 116        | 6         | Adios Gringos                               | Adios Gringos                                       | 15. Dez. 2019        | 30. März 2020                         | Loren Yaconelli   | Sherman Payne       | 0,89 Mio.       |
| 117        | 7         | Citizen Carl                                | Citizen Carl                                        | 22. Dez. 2019        | 6. Apr. 2020                          | Erin Feeley       | Nancy M. Pimental   | 0,84 Mio.       |
| 118        | 8         | Bordsteinschwalben                          | Debbie Might Be a Prostitute                        | 29. Dez. 2019        | 13. Apr. 2020                         | Rose Troche       | Molly Smith Metzler | 0,86 Mio.       |
| 119        | 9         | Abgerechnet wird zum Schluss                | O Captain, My Captain                               | 5. Jan. 2020         | 20. Apr. 2020                         | Anthony Hardwick  | Philip Buiser       | 0,77 Mio.       |
| 120        | 10        | Racheengel                                  | Now Leaving Illinois                                | 12. Jan. 2020        | 27. Apr. 2020                         | Kevin Bray        | Sherman Payne       | 0,89 Mio.       |
| 121        | 11        | Ortstermin                                  | Location, Location, Location                        | 19. Jan. 2020        | 4. Mai 2020                           | Silver Tree       | Joe Lawson          | 0,89 Mio.       |
| 122        | 12        | Gallavich                                   | „Gallavich!“                                        | 26. Jan. 2020        | 11. Mai 2020                          | John Wells        | John Wells          | 0,92 Mio.       |

## Staffel 11
Im Januar 2020 wurde die Serie um eine finale 11. Staffel verlängert. Die Ausstrahlung erfolgte ab dem 6. Dezember 2020 auf dem US-amerikanischen Kabelsender Showtime. Die deutschsprachige Erstausstrahlung startete am 12. April 2021 auf dem Pay-TV-Sender FOX.
| Nr. (ges.) | Nr. (St.) | Deutscher Titel                | Originaltitel                                | Erstausstrahlung USA | Deutschsprachige Erstausstrahlung (D) | Regie                          | Drehbuch          | Zuschauer (USA) |
| ---------- | --------- | ------------------------------ | -------------------------------------------- | -------------------- | ------------------------------------- | ------------------------------ | ----------------- | --------------- |
| 123        | 1         | Gallagherismus                 | This is Chicago!                             | 6. Dez. 2020         | 12. Apr. 2021                         | Iain B. MacDonald              | John Wells        | 0,70 Mio.       |
| 124        | 2         | Darf’s ein bisschen mehr sein? | Go Home, Gentrifier!                         | 13. Dez. 2020        | 19. Apr. 2021                         | Silver Tree, Iain B. MacDonald | Nancy M. Pimental | 0,69 Mio.       |
| 125        | 3         | Frank exklusiv                 | Frances Francis Franny Frank                 | 20. Dez. 2020        | 26. Apr. 2021                         | Jude Weng                      | Philip Buiser     | 0,62 Mio.       |
| 126        | 4         | Gestern vor der Tür            | NIMBY                                        | 10. Jan. 2021        | 3. Mai 2021                           | Iain B. MacDonald              | Sherman Payne     | 0,57 Mio.       |
| 127        | 5         | Slaughter                      | Slaughter                                    | 31. Jan. 2021        | 10. Mai 2021                          | Daniella Eisman                | Joe Lawson        | 0,57 Mio.       |
| 128        | 6         | Auf die Schnauze               | Do Not Go Gentle Into That Good…Eh, Screw It | 14. Feb. 2021        | 17. Mai 2021                          | Iain B. MacDonald              | Corina Maritescu  | 0,52 Mio.       |
| 129        | 7         | Abgesoffen                     | Two at a Biker Bar, One in the Lake          | 7. März 2021         | 24. Mai 2021                          | Satya Bhabha                   | Philip Buiser     | 0,41 Mio.       |
| 130        | 8         | Schluss, Punkt, aus            | Cancelled                                    | 14. März 2021        | 31. Mai 2021                          | Shanola Hampton                | Sherman Payne     | 0,55 Mio.       |
| 131        | 9         | Totgesagte sterben nie         | Survivors                                    | 21. März 2021        | 7. Juni 2021                          | Iain B. MacDonald              | Joe Lawson        | 0,48 Mio.       |
| 132        | 10        | Fata Morganas                  | DNR                                          | 28. März 2021        | 14. Juni 2021                         | Anthony Hardwick               | Corina Maritescu  | 0,59 Mio.       |
| 133        | 11        | Die Rechnung, bitte            | The Fickle Lady is Calling it Quits          | 4. Apr. 2021         | 21. Juni 2021                         | Iain B. MacDonald              | Nancy M. Pimental | 0,52 Mio.       |
| 134        | 12        | Am Ende des Tages              | Father Frank, Full of Grace                  | 11. Apr. 2021        | 28. Juni 2021                         | Christopher Chulack            | John Wells        | 0,70 Mio.       |